# Surayut Chulanon
Surayut Chulanon (aussi orthographié Surayud Chulanont ; thaï : สุรยุทธ์ จุลานนท์, sù.rá.jút t͡ɕù.laː.non) est un général et homme d'État thaïlandais né le 28 août 1943 dans la province de Prachinburi.
Après avoir été commandant de l'Armée royale thaïlandaise entre 1998 et 2003, il est nommé Premier ministre par Rama IX sur proposition de Sonthi Boonyaratglin, chef du Comité pour la Réforme du Régime démocratique avec le Roi comme chef de l'État ayant mené le coup d'État du 19 septembre 2006 renversant le Premier ministre sortant Thaksin Shinawatra. Il occupe la fonction de ministre de l'Intérieur au sein de son propre gouvernement entre 2007 et 2008.
En 2016, il est nommé conseiller privé auprès de Rama X. Il devient, par la suite, président de ce même Conseil privé à la suite du décès de Prem Tinsulanonda.